# The Lion's Roar (album)
The Lion's Roar er det andet studiealbum af de svenske folk-duo First Aid Kit. Det blev produceret af Mike Mogis og indeholder bidrag fra Bright Eyes' Conor Oberst og The Felice Brothers. Albummet blev udgivet den 18. januar 2012 og modtog gode anmeldelser.

## Spor
Alle numre er skrevet af Klara og Johanna Söderberg, medmindre andet er noteret.
| #   | Titel                   | Længde |
| --- | ----------------------- | ------ |
| 1.  | "The Lion's Roar"       | 5:07   |
| 2.  | "Emmylou"               | 4:18   |
| 3.  | "In the Hearts of Men"  | 4:14   |
| 4.  | "Blue"                  | 3:12   |
| 5.  | "This Old Routine"      | 4:24   |
| 6.  | "To a Poet"             | 5:44   |
| 7.  | "I Found a Way"         | 4:13   |
| 8.  | "Dance to Another Tune" | 4:51   |
| 9.  | "New Year's Eve"        | 3:07   |
| 10. | "King of the World"     | 3:39   |

| 11. | "Wolf" | 3:40 |

| 11. | "Some Distant Memory"            | 5:05 |
| 12. | "The Lion's Roar" (live on KCRW) | 4:29 |

| 11. | "Wolf"                   | 3:40 |
| 12. | "Marianne's Son"         | 3:35 |
| 13. | "I Just Needed a Friend" | 3:29 |

## Hitlister og certificeringer
| Hitlister (2012)                  | Højeste placering |
| --------------------------------- | ----------------- |
| Australien (ARIA)                 | 36                |
| Østrig (Ö3 Austria)               | 55                |
| Belgien (Ultratop Flanderen)      | 30                |
| Belgien (Ultratop Vallonien)      | 88                |
| Danmark (Album Top-40)            | 14                |
| Holland (Album Top 100)           | 41                |
| Finland (Musiikkituottajat)       | 19                |
| Norge (VG-lista)                  | 3                 |
| Sverige (Sverigetopplistan)       | 1                 |
| Schweiz (Schweizer Hitparade)     | 76                |
| Storbritannien (OCC)              | 35                |
| US Billboard 200                  | 65                |
| US Folk Albums (Billboard)        | 4                 |
| US Independent Albums (Billboard) | 12                |
| US Rock Albums (Billboard)        | 17                |
| US Tastemaker Albums (Billboard)  | 11                |

| Hitliste (2012)                    | Placering |
| ---------------------------------- | --------- |
| Swedish Albums (Sverigetopplistan) | 4         |
| US Folk Albums (Billboard)         | 24        |
| Hitliste (2013)                    | Placering |
| Swedish Albums (Sverigetopplistan) | 33        |
| Hitliste (2014)                    | Placering |
| Swedish Albums (Sverigetopplistan) | 34        |

| Land | Certificering | Salg    |
| --- | ------------- | ------- |
| Sverige (GLF)                                                                                               | Platin        | 40.000^ |
| Storbritannien (BPI)                                                                                        | Guld          | 76,759  |
| xUspecificerede tal baseret på certificering alene. · Salgstal+streamingtal baseret på certificering alene. |               |         |